# 1 E11 m
Pour aider à comparer les ordres de grandeur des différentes longueurs, voici une liste de longueurs de l'ordre de 1011 m, soit 100 millions de km, ou 0,67 ua :
- 108 millions de km (0,7 ua) : distance entre le Soleil et Vénus
- 149,6 millions de km (1,0 ua) : distance entre le Soleil et la Terre
- 228 millions de km (1,5 ua) : distance entre le Soleil et Mars
- 290 millions de km (1,9 ua) : diamètre minimal de Bételgeuse
- 479 millions de km (3,2 ua) : diamètre maximal de Bételgeuse
- 591 millions de km (4,0 ua) : distance minimale entre la Terre et Jupiter
- 624 millions de km (4,2 ua) : diamètre d'Antarès
- 780 millions de km (5,2 ua) : distance entre le Soleil et Jupiter
- 965 millions de km (6,4 ua) : distance maximale entre la Terre et Jupiter